# Albertiniella reticulata
Albertiniella reticulata är en svampart som beskrevs av Kirschst. 1936. Albertiniella reticulata ingår i släktet Albertiniella och familjen Cephalothecaceae.   Inga underarter finns listade i Catalogue of Life.